# Giulio Viezzoli
Giulio Viezzoli (Pirano, 2 agosto 1925 – Ancona, 20 luglio 2014) è stato un imprenditore italiano.

## Biografia
Nato nel 1925 a Pirano, si trasferisce poi a Trieste con la famiglia; partecipa ad azioni di guerra con la Xª Flottiglia MAS e viene tenuto in prigionia in Africa per 2 anni, rientrato in Italia inizia gli studi universitari a Padova.
Nel 1951 consegue la laurea in ingegneria elettronica presso l'Università di Padova. Dopo importanti esperienze di lavoro presso la GTE di Milano, e successivamente alla Farfisa di Camerano (Ancona), intuisce le enormi potenzialità del mercato delle telecomunicazioni, e nel 1972 fonda Aethra, dopo essersi sposato; dal suo matrimonio nasceranno cinque figli, due maschi e tre femmine.
L'azienda, grazie alle innovative soluzioni offerte, in particolare nel nascente settore della comunicazione dati, diventa in pochi anni un riferimento, prima in Italia, per l'allora monopolista SIP, quindi per molte altre società di telecomunicazioni in tutto il mondo. Alla fine degli anni '80, dallo stabilimento di Collemarino di Ancona, esce Ciclope, videotelefono progettato per l'utilizzo su linee ISDN; pochi anni dopo lo seguiranno i primi modelli su rete IP.
Nel maggio del 1997 viene insignito del titolo di Cavaliere del Lavoro.
Nel 2005 esce operativamente dall'azienda, si dedica ai suoi hobby ed altre attività, nel 2014 si spegne ad Ancona all'età di 89 anni.